# Kangos kyrka
Kangos kyrka är en kyrkobyggnad som tillhör Pajala församling i Luleå stift. Kyrkan ligger i byn Kangos vid västra sidan av Lainioälven.

## Kyrkobyggnaden
Träkyrkan uppfördes 1971 - 1974 under ledning av arkitekt Jan Thurfjell. Pengar, virke och dagsverken skänktes av byns invånare. 1974 ägde invigningen rum.
Kyrkan består av ett rektangulärt långhus som har ett sadeltak belagt med plåt. Ihopbyggda med kyrkan finns entrédel och samlingssal som har flackare takfall. Ytterväggarna är klädda med stående träpanel som är gulmålad.
Kyrkorummet har trägolv med träbänkar. Väggar och tak är klädda med träpanel. Taket är laserat i en grönblå nyans medan bjälkarna är brunlaserade. Kyrkorummet och intilliggande samlingssal är skilda åt av en vikvägg. Genom att öppna vikväggen kan kyrkorummets lokalyta fördubblas.
Intill kyrkan står en klockstapel som bärs upp av järnbalkar som är hämtade från en nedmonterad hängbro över Lainioälven.

## Inventarier
- Altarkrucifixet är formgiven av konstnären Allan Wallberg.
- Orgeln är tillverkad av Grönlunds orgelbyggeri och är skänkt av S:t Görans församling i Stockholm.